# Anisozyga longidentata
Anisozyga longidentata là một loài bướm đêm trong họ Geometridae.